# Festivalbar 2006 (compilation)
Festivalbar 2006 è una compilation di brani musicali famosi nel 2006, pubblicata nell'estate di quell'anno in concomitanza con l'edizione omonima del Festivalbar. La compilation, in realtà divisa in due diverse pubblicazioni e differenziata con copertine "rossa" e "blu", è composta da quattro cd da 18 tracce l'uno, e i dischi sono equamente divisi, due nella "rossa" e due nella "blu".
La versione blu è stata pubblicata dall'etichetta WMI, mentre la rossa dalla EMI.

## Compilation rossa

### Disco 1
1. Sérgio Mendes - Mas que nada
2. Richard Ashcroft - Music Is Power
3. Gianna Nannini - Io
4. Bebe - Malo
5. Robbie Williams - Sin Sin Sin
6. Novastar - Never Back Down
7. Stylophonic - Pure Imagination
8. Jovanotti - Falla girare
9. The Black Eyed Peas - Pump It
10. Duncan James - Sooner or Later
11. Hilary Duff - Beat of My Heart
12. Carmen Consoli - Signor Tentenna
13. Rihanna - SOS
14. Placebo - Song to Say Goodbye
15. Skin - Purple
16. Ben Harper - Better Way
17. Pussycat Dolls feat. William - Beep
18. Mario Venuti - È stato un attimo

### Disco 2
1. Keane - Is It Any Wonder?
2. Caparezza - La mia parte intollerante
3. Edoardo Bennato e Alex Britti - Notte di mezza estate
4. Corinne Bailey Rae - Trouble Sleeping
5. Bob Sinclar feat. Steve Edwards - World, Hold On (Children of the Sky)
6. Jesse McCartney - Because You Live
7. Mark Knopfler feat. Emmylou Harris - This Is Us
8. Seba - Domenica d'estate
9. Niccolò Fabi - Oriente
10. Coldplay - The Hardest Part
11. The Feeling - Sewn
12. Chicane feat. Tom Jones - Stoned in Love
13. Finley - Diventerai una star
14. Trace Adkins - Honky Tonk
15. Pier Cortese - Prima che cambierà
16. Moony - For Your Love
17. Morningwood - Nth Degree
18. Depeche Mode - Suffer Well

## Compilation blu

### Disco 1
1. Ligabue - Happy Hour
2. Gnarls Barkley - Crazy
3. Skye - Love Show
4. Raf - Dimentica
5. Pink - Stupid Girl
6. Ivano Fossati - Ho sognato una strada
7. Gaia Riva - One
8. Daniel Powter - Free Loop
9. Nek - L'inquietudine
10. Nate James - The Message
11. Gavin DeGraw - Follow Through
12. L'Aura - Domani
13. Piero Pelù - Tribù
14. Luca Dirisio - La ricetta del campione
15. James Kakande - You You You
16. Samuele Bersani - Lascia stare
17. Baustelle - Un romantico a Milano
18. Zero Assoluto - Sei parte di me

### Disco 2
1. Eros Ramazzotti - Bambino nel tempo
2. James Blunt - Wisemen
3. Negramaro - Nuvole e lenzuola
4. Cesare Cremonini - Ancora un po'
5. Kelly Clarkson - Because of You
6. The Veronicas - 4Ever
7. Sugarfree - Inossidabile
8. The Darkness - One Way Ticket
9. Mousse T. feat. Dandy Warhols - Horny as a Dandy
10. Omar Pedrini - Shock
11. Katie Melua - Just Like Heaven
12. Rio - Come ti va
13. Mango - Mio fiore mio
14. Hard-Fi - Cash Machine
15. Maria Mena - Just Hold Me
16. Chelo - Cha Cha
17. Riccardo Maffoni - Uomo in fuga
18. Sean Paul - Temperature

## Classifiche

### Versione rossa
| Classifica (2006)                     | Posizione |
| ------------------------------------- | --------- |
| Classifica degli album italiana       | 1         |
| Classifica di fine anno italiana 2006 | 17        |

### Versione blu
| Classifica (2006)                     | Posizione |
| ------------------------------------- | --------- |
| Classifica degli album italiana       | 1         |
| Classifica di fine anno italiana 2006 | 12        |